# Chiesa dei Santi Giovanni Battista e Giovanni Evangelista (Pompiano)
La chiesa dei Santi Giovanni Battista e Giovanni Evangelista è un edificio di culto cattolico di Zurlengo, frazione del comune italiano di Pompiano, in provincia e diocesi di Brescia. Sede parrocchiale, fa parte della zona pastorale della Bassa Occidentale.

## Storia
La chiesa, fino alla metà del XVII secolo dedicata al solo Giovanni Battista, fu forse edificata in luogo di un piccolo luogo di culto precedente, in quanto nell'atto riguardante la posa della prima pietra dell'edificio, databile al 1493, viene indicato che esso fu costruito "di nuovo".
Nel corso del XV secolo la famiglia Martinengo entrò in possesso di vari beni siti in Zurlengo, mentre il 27 luglio 1492 ottennero dal vescovo di Brescia Paolo Zane il giuspatronato sull'antico edificio (poi confermato da papa Alessandro VI nel 1494). Fu il conte Carlo Martinengo Palatino che decise la ricostruzione della chiesa, eretta nel frattempo a parrocchia. La prima pietra del nuovo edificio venne posata il 30 aprile 1493, mentre la consacrazione della struttura avvenne il 24 luglio 1524. 
Nel 1540 la chiesa fu visitata da Annibale Grisonio, a nome del vescovo Andrea Corner, il quale segnala la povertà della chiesa, tale da non poter esporre il Santissimo Sacramento, in quanto la parrocchia era priva del denaro necessario ad acquistare l'olio per la lampada. 
Nel 1565 fu visitata dal vescovo Domenico Bollani, il quale ordina la sostituzione del pavimento, il restauro dell'altare dedicato al Corpo di Cristo e l'esposizione del Santissimo Sacramento sull'altare maggiore. Nel 1580, ai tempi della visita apostolica del cardinale Carlo Borromeo, la chiesa era priva di reddito, dotata di tre altari. Il parroco era stipendiato in parte dal conte Curzio Martinengo e in parte dalla comunità.
Sul finire del XVI secolo fu costruito l'altare della Madonna del Rosario, mentre entro la peste del 1630 fu aggiunto un altare dedicato a san Nicola da Tolentino, che ben presto fu ridedicato a san Rocco. Nel 1625 fu edificato il campanile e durante il XVII secolo venne aggiunto il fonte battesimale e, in uno spazio attiguo all'edificio, fu edificata una cappella dedicata a san Vitale.
Nel 1703 fu visitata dal vescovo Marco Dolfin, il quale riporta che la chiesa, dedicata ai santi Giovanni Battista ed Evangelista, è dotata di tre altari laterali, dedicati alla Madonna del Rosario, al Santissimo Sacramento e ai Santi (o a san Nicola da Tolentino).
Nel periodo compreso tra il 1727 e il 1734 la chiesa fu riedificata, fatta eccezione per il presbtierio e l'abside: nel 1728 venne costruito l'altare della Santa Croce, nel 1735 furono sostituite le campane e fu aggiunto una cantoria contenente l'organo. Il 12 aprile 1737 l'altare maggiore fu riconsacrato da Francesco Martinengo Palatino di Villagana, che forse fu il principale artefice della ricostruzione.
Nei primi anni del XIX secolo la chiesa subì lavori sugli interni, mentre verso la fine del secolo la chiesa cessò di dipendere dalla famiglia Martinengo, divenendo parrocchia libera. 
Nel 1948 il concerto di campane fu sostituito, mentre tra il 1947 e il 1957 furono restaurati gli interni. Tra il 1980 e il 1983 l'intero edificio, compreso il campanile, fu restaurato, e in quell'occasione fu aggiunta una mensa eucaristica rivolta verso l'aula.

## Descrizione

### Esterno
L'edificio, orientato lungo l'asse nord-sud, presenta un corpo centrale rettangolare, chiuso sul lato meridionale dal presbiterio, anch'esso rettangolare.
La facciata, a capanna, presenta un unico registro ed è tripartita da quattro lesene tuscaniche, che inquadrano al centro il portale di ingresso, decorato da un cornicione e superiormente da un timpano triangolare, e un finestrone rettangolare. L'insieme è concluso da un frontone triangolare, coronato ai lati da due guglie a forma di obelisco, mentre al centro presenta una croce metallica.
Sui lati della chiesa si trovano contrafforti quadrangolari, mentre sul lato occidentale, addossato al presbiterio, si innalza il campanile, dalla pianta quadrata.

### Interno
L'interno, che mostra chiaramente i segni dei lavori del 1809, si presenta ad aula unica, coperta da una volta a vela, mentre il presbiterio, chiuso da un fondale absidale piano, è coperto da una volta a botte. Le superfici, scandite da lesene ioniche in corrispondenza dei contrafforti, dell'arco trionfale e ai lati del fondale absidale, sono decorate da affreschi, realizzati nel 1947 da Pietro Milzani. 
Il presbiterio, leggermente rialzato rispetto al piano dell'aula, è diviso da essa tramite balaustre. L'altare maggiore, appoggiato al fondale, è sovrastato dalla pala, risalente all'edificio quattrocentesco, mentre il tabernacolo è opera dello scultore Maffeo Ferrari, risalente al 1988. Lo stesso fu autore anche dell'ambone e della mensa eucaristica.